# Glenoleon pictus
Glenoleon pictus is een insect uit de familie van de mierenleeuwen (Myrmeleontidae), die tot de orde netvleugeligen (Neuroptera) behoort. 
Glenoleon pictus is voor het eerst wetenschappelijk beschreven door New in 1985.